# Red Tails
Red Tails (bra: Esquadrão Red Tails) é um filme de guerra estadunidense de 2012 estrelado por Terrence Howard e Cuba Gooding, Jr., sobre o Tuskegee Airmen, um grupo de recrutas afro-americanos da Força Aérea do Exército dos Estados Unidos (USAAF) durante a Segunda Guerra Mundial. Os personagens do filme são fictícios, embora baseado em indivíduos reais. O filme foi produzido pela Lucasfilm e também lançado pela 20th Century Fox. Foi dirigido por Anthony Hemingway a partir de um roteiro original por John Ridley, com materiais adicionais gravados no ano seguinte, com o produtor executivo George Lucas como diretor e Aaron McGruder como roteirista das refilmagens. Foi filmado em março e julho de 2009.
Red Tails foi um projeto pessoal para Lucas, que tinha originalmente concebido em 1988. É a primeira produção da Lucasfilm desde o filme de 1994 Radioland Murders que não está associado com as franquias de Indiana Jones ou Star Wars.
Terrence Howard anteriormente interpretou o piloto Tuskegee em Hart's War, enquanto Cuba Gooding, Jr. estrelou The Tuskegee Airmen, um filme para a televisão da HBO sobre o mesmo grupo de pilotos. Red Tails foi o primeiro filme lançado nos cinemas de Cuba Gooding, Jr. desde American Gangster de 2007.

## Sinopse
A força aérea americana está sofrendo muitas baixas, envolvendo os bombardeiros em suas missões para as forças aliadas contra a Alemanha. Sem dinheiro para bancar novos investimentos, o Pentágono começa a ter que repensar uma opção até então descartada, que é a de considerar a possibilidade de ter pilotos afro-americanos defendendo as cores do país. E quando estes mesmos jovens formados no programa de treinamento experimental Tuskegee estariam retornando para suas casa, surge a chance de mostrar a coragem contra os poderosos Messerschmitt 262, entre outras poderosas aeronaves da Luftwaffe. Baseado em fatos reais.

## Elenco

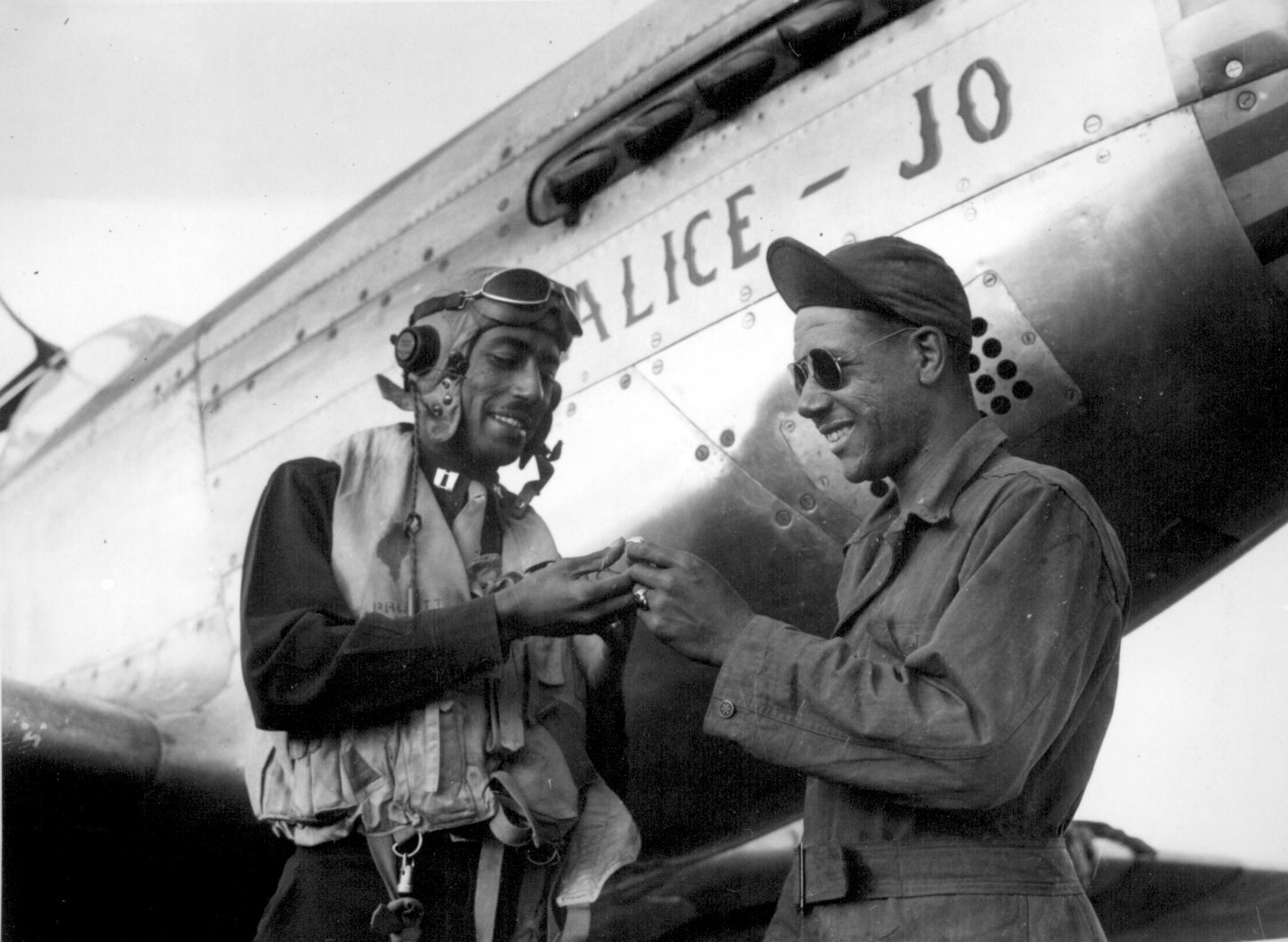
Tuskegee Airmen: Capitão Wendell O. Pruitt com seu chefe de equipe, Sargento Samuel W. Jacobs, c. Novembro de 1944

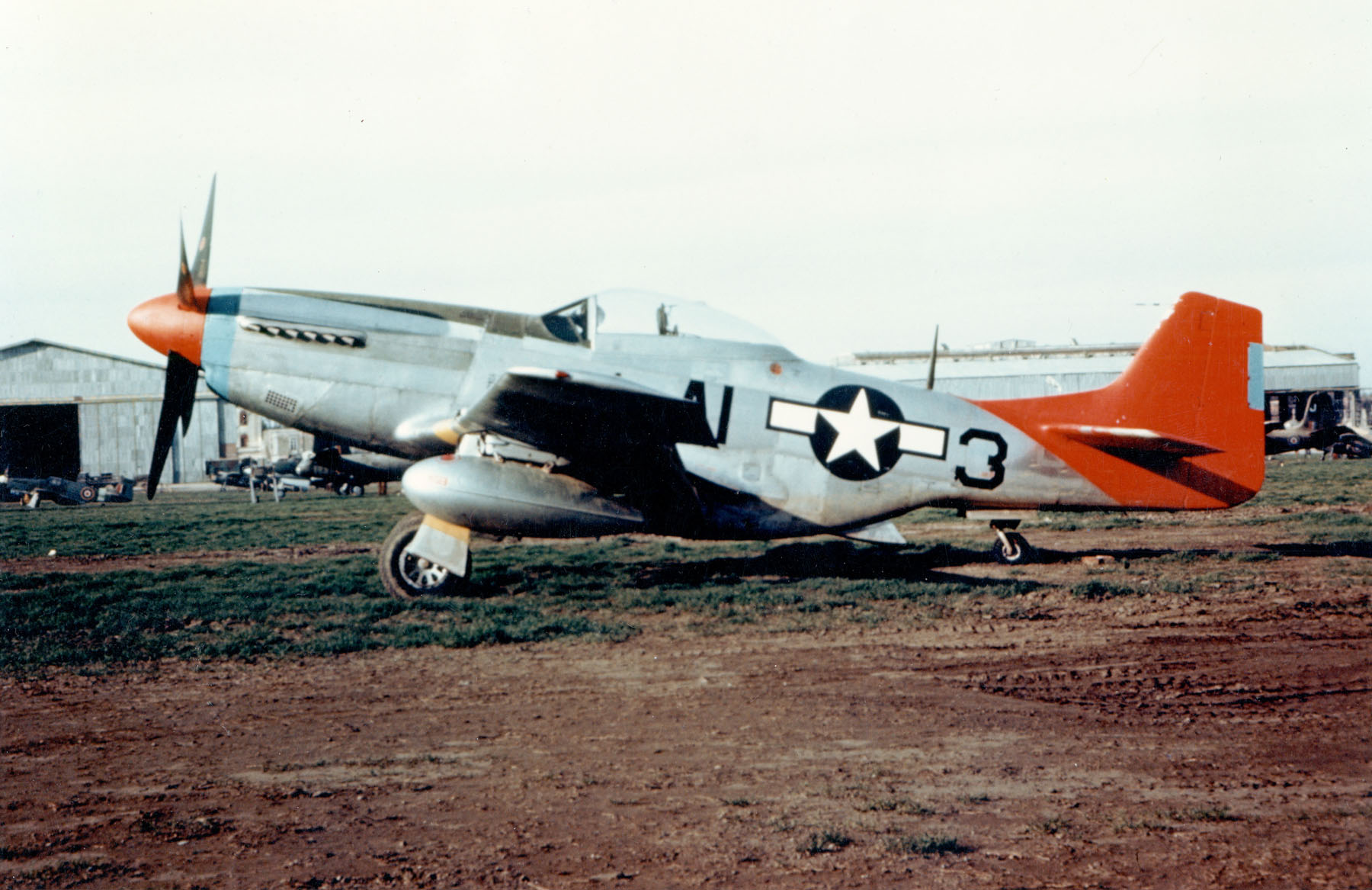
Aeronaves de The Tuskegee Airmen tinham marcas distintivas que levou ao nome, “Red Tails.”

Como aparecem em Red Tails, (papéis principais e créditos de tela identificados; primeira cobrado apenas):
- Terrence Howard como Coronel A.J. Bullard
- Cuba Gooding, Jr. como Major Emanuel Stance
- Nate Parker como Capitão Martin "Easy" Julian
- David Oyelowo como 1st Tenente Joe "Lightning" Little
- Tristan Wilds como 2nd Tenente Ray "Ray Gun" ou "Junior" Gannon
- Ne-Yo como 2nd Tenente Andrew "Smokey" Salem
- Elijah Kelley como 2nd Tenente Samuel "Joker" George
- Marcus T. Paulk como 2nd Tenente David "The Deacon" Watkins
- Leslie Odom, Jr. como Walter "Winky" Hall
- Michael B. Jordan como oficial de vôo Maurice "Bumps" Wilson
- Kevin Phillips como 2nd Tenente Leon "Neon" Edwards
- Andre Royo como 1st Sargento "Coffee" Coleman
- Method Man como Cabo "Sticks"
- Bryan Cranston como Coronel William Mortamus
- Lee Tergesen como Coronel Jack Tomilson
- Gerald McRaney como tenente-general Luntz
- Daniela Ruah como Sofia
- Paul Fox como Lt. Miller
- Matthew Marsh como o brigadeiro-general Hauser
- Lars van Riesen como "Pretty Boy" (o antagonista piloto alemão)
- Ryan Early como Capitão Bryce
- Henry Garrett como Hart
- Robert Kazinsky como Chester Barnes
- Rick Otto como Flynt
- Josh Dallas como Ryan Fling
- Jermaine Johnson como "Sneeky"
- Edwina Finley como "CeCe"
- Stacie Davis como Mae
- Aml Ameen como "Bag O'Bones"
- Rupert Penry-Jones como Campbell